# Desa Kalidawir (administrativ by i Indonesien, lat -7,51, long 112,73)
Desa Kalidawir är en administrativ by i Indonesien.   Den ligger i provinsen Jawa Timur, i den västra delen av landet, 700 km öster om huvudstaden Jakarta.